# Ягубец
Ягу́бец (укр. Ягубець) — село в Уманском районе Черкасской области Украины.
Почтовый индекс — 20042. Телефонный код — 4745.

## Население
Население по переписи 2001 года составляло 1143 человека.

### Языковой состав
Родной язык населения по данным переписи 2001 года:
| Язык       | Численность, чел. | Доля     |
| ---------- | ----------------- | -------- |
| Украинский | 1 124             | 98,34 %  |
| Русский    | 16                | 1,40 %   |
| Другое     | 3                 | 0,26 %   |
| Итого      | 1 143             | 100,00 % |

## Известные уроженцы
- Дмитрик, Пётр Федосеевич — Герой Советского Союза, родился, жил и умер в селе.

## Местный совет
20042, Черкасская обл., Христиновский р-н, с. Ягубец